# 中屋敷哲也
中屋敷 哲也（なかやしき てつや、旧名：中屋敷 鉄也、1948年6月5日 - ）は、日本の俳優、スタントマン、スーツアクター。本名：中屋敷 鉄男。
岩手県久慈市出身。
昭和の歴代仮面ライダーを演じた実績から、「ミスター仮面ライダー」の異名を持つ。

## 来歴・人物
幼少期より日活映画に憧れ、アクション俳優の道を志す。17歳の時に家出同然で上京し、食品会社に勤務する一方で、劇団宝映に所属し東宝映画へエキストラとして出演する。
1966年、18歳。殺陣師・嵐寛童の紹介で12月に大野剣友会に入会。
1968年、20歳。『マイティジャック』（フジテレビ）でテレビデビュー。
1969年、21歳。『柔道一直線』（TBS）で立ち回り出演。
1970年、22歳。大野剣友会を一時退会。芸能界から離れ、チョコレート工場で夜勤のアルバイト生活をする。
1971年、23歳。秋ごろに剣友会に復帰、『仮面ライダー』（毎日放送）で戦闘員や怪人のスーツアクターを務める。第46話で初めて、主役の「仮面ライダー」を演じた。
以後、大野剣友会の担当する数多くの東映「変身ヒーロー」番組に出演し、長身で足の長い恵まれた体格もあって、そのほとんどで主役ヒーローのスーツアクターを担当した。
1972年、24歳。『超人バロム・1』（よみうりテレビ）で、主役の「バロム・1」を演じる。同番組終了後、『仮面ライダー』に復帰、「仮面ライダー1号」を演じる。
1973年、25歳。『仮面ライダーV3』（毎日放送）で、主役ヒーロー「仮面ライダーV3」を演じる。
1974年、26歳。『仮面ライダーX』（毎日放送）で、主役ヒーロー「仮面ライダーX」を演じる。Xの前期アクションは剣戟の要素が強く、これは中屋敷の得意とするものだった。
同年、映画『エスパイ』（東宝）に、中村文弥・新堀和男とともに暗殺者役で出演。
1975年、27歳。『仮面ライダーストロンガー』（毎日放送）で、主役ヒーロー「仮面ライダーストロンガー」を演じる。
同年、『秘密戦隊ゴレンジャー』（NET）では「アオレンジャー」を担当。
1977年、29歳。『後楽園ゆうえんち』での大野剣友会オリジナル・ショー『レッドタイガーショー』で、主人公と二段変身後のレッドタイガーを演じる。
1978年、30歳。テレビ番組となった『UFO大戦争 戦え! レッドタイガー』東京12チャンネル）でレッドタイガーを演じる。
1979年、31歳。大野剣友会代表の大野幸太郎が会長に退き、岡田勝が代表に就任。中屋敷は新体制下の剣友会で盟友岡田を支えることとなる。
同年、『仮面ライダー (スカイライダー)』（毎日放送）で「スカイライダー」を演じる。
1980年、32歳。『仮面ライダースーパー1』（毎日放送）で、「仮面ライダースーパー1」を演じる。
1984年、36歳。『10号誕生!仮面ライダー全員集合!!』（毎日放送）ではスーパー1と敵役の「三影英介」を演じた。主演の仮面ライダーZXのスーツアクターの座は、城谷光俊に譲っている。
その後はフリーとなり、日光江戸村や舞台を中心に活動している。テレビドラマへの客演も多い。剣友会時代は岡田勝と『凸凹コンビ』と呼ばれ、岡田とは現在も仕事を共にすることが多い。一時は元大野剣友会の瀬島達佳が主催する瀬嶋事務所にも所属していた。

## エピソード
中学生時代から小林旭や宍戸錠ら日活のアクション俳優に憧れていた。遊びで自分で考えた芸名や友人の名を入れたポスターを描いていたことが俳優を志すきっかけになったという。
初めて通年で演じた『仮面ライダーV3』について、自身では「ぎこちなく、カシラ（高橋一俊）に言われたまま動いている」と述べているが、演出の危険度が増す中でメリハリのあるアクションを演じきったことが評価されている。大野剣友会の岡田勝は、中屋敷が演じたV3について「自分と違いスマートで格好良かった」と評している。
『仮面ライダーV3』第4話では、仮面ライダーV3の衣装を着けたまま、命綱なしで高さ50メートルを超える煙突の上に立って演技をしている。
『仮面ライダーV3』の四国ロケ。この時の宴会の写真が宮内洋の著書『ヒーロー神髄』に掲載されており、中屋敷と宮内のツーショットが観られる。
『仮面ライダーX』では、棒術など自身が得意とする長モノを用いたアクションやライダーの頭部のデザインがすっきりとしたものであったことなどからやりやすかったと述べている。
『仮面ライダーストロンガー』第13話の撮影では、車の故障でロケ現場に遅刻し、新堀和男が代役を務めた。
『仮面ライダー (スカイライダー)』は、当初プロデューサーの平山亨が擬斗担当として大野剣友会にオファーしたものの、一度は大野会長が不安定な新体制状態であることと、映画『戦国自衛隊』への出演オファーがあったことを慮って断っていたが、平山や毎日放送側から「仮面ライダー（スカイライダー）役はぜひ中屋敷に」と、たってのオファーが来たことで、自身、相当悩んだが、その際に若手に仕事を与えるためにも「自分たち（大野剣友会）を使って下さい。それが出演の条件です」と申し出て依頼を受けた。
中屋敷によれば、『V3』のころはまだ駆け出しで未熟だったが、次第にアクションがシャープでキレのあるものへ進化していったうえで、『スーパー1』は心身ともに一番脂の乗った時期にあり、最も円熟したアクションとして完成を迎え、「どういうふうに動けばいいか、確認フィルムを見なくてもわかった」と、後にスーパー1でのアクションを語っている。
村枝賢一の漫画『仮面ライダーSPIRITS』第5巻でのインタビューには「「もし何人かに『仮面ライダー』（のアクション）で誰が一番良かったか？」って訊いたら、全員「スーパー1の中屋敷さん」って答えると思いますよ」と答えている。
『スーパー1』後半のジンドグマ幹部「鬼火司令」役を当初演じる予定だったが、中屋敷はスーパー1のメイン担当だったので、同僚の河原崎洋夫が鬼火司令を演じることになった。
大野剣友会創始者の大野幸太郎は、中屋敷を「努力の人」と評している。

## 出演
※太字はメインキャラクター。

### テレビ
- マイティジャック（1968年、フジテレビ） - 暗殺者（第12話）
- 柔道一直線（1969年、TBS） - ジュードー・キッド ほか
- キイハンター（1970年、TBS)  - 殺し屋（96話）[注釈 2]
- 仮面ライダー（1971年、毎日放送）[注釈 3]
  - ショッカーの奴隷（第46話）、ショッカー科学者（第50話）、ショッカー連絡員（第59話）、料金所職員、レースの係員（第63話） ほか
- 超人バロム・1（1972年、よみうりテレビ）
  - トラック運転手（第6話）、捕虜13号（第9話）、オバケ屋敷のアルバイト（第19話） ほか
- 仮面ライダーV3（1973年、毎日放送）
  - 村の男（第13話）、ドクバリグモ人間態（第21話）、ワナゲクワガタ人間態B（第27話）、デストロンハンター6号（第29話） ほか
- イナズマン（1973年、NET） - 俳優（第18話）
- 仮面ライダーX（1974年、毎日放送）
  - ホテルのフロント（第3話）、生け贄（第4話） ほか
- イナズマンF（1974年、NET） - 西浜署刑事（第3話）、インターポール捜査官No.0483（第22話） ほか
- 仮面ライダーアマゾン（1974年、毎日放送） - 人面岩の顔
- 仮面ライダーストロンガー（1975年、毎日放送）
  - 黒薔薇団員（第4話）、奇械人アルマジロン人間態（第25話）、戦闘員人間態  ほか
- 秘密戦隊ゴレンジャー（1975年、NET）
  - イーグル隊員（第31話）、ガードマン（第33話）、イーグル科学者（第36話）、黒十字軍暗殺者（第38話）、幼稚園バス運転手（第47話） ほか
- 宇宙鉄人キョーダイン（1976年、毎日放送） - 地球防衛軍隊員、村人（第36話） ほか
- 大鉄人17（1977年、毎日放送） - レッドマフラー隊員 ほか
- 消えた巨人軍（1978年、日本テレビ） - 左門字刑事に確保される被疑者（第1話）
- スパイダーマン（1978年、東京12チャンネル）第39話「格闘技世界一大会」 - キラーネルソン
- 大空港 第27話「罠には罠を!女刑事神坂紀子の危機」（1979年、フジテレビ）
- バトルフィーバーJ（1979年、テレビ朝日）第16話「格闘技！闇の女王」
- 仮面ライダー (スカイライダー)（1979年、毎日放送）
  - 機長（第5話）、サングラスの男（コブランジン人間態）（第9話）、単独出演時のV3（第34、35話）、少年時代の筑波洋を助けた男（第47話）、戦闘員人間態  ほか
- 探偵物語（1980年、日本テレビ）警察官（第19話）
- 仮面ライダースーパー1（1980年、毎日放送） - シャボヌルン人間態（第40話）、戦闘員や怪人の人間態  ほか
- ロボット8ちゃん（1981年、フジテレビ）第9話
- 同心暁蘭之介（1982年、フジテレビ）
  - 第15話「さすらいの青春」
  - 第21話
- 竜馬がゆく（1982年、テレビ東京） - 原田左之助
- 大江戸捜査網（テレビ東京）
  - 第557話「悪役志願 替え玉一発勝負」（1982年）
  - 第608話「八丁堀情話 夫よ許して!」（1983年） - 松永
- 右門捕物帳（日本テレビ）
  - 第1話「さわやか右門さっそう登場」（1982年）
  - 第4話「母子草の唄」（1982年）
  - 第19話「暗殺」（1983年）
  - 第30話「からっ風の唄」（1983年）
- 鬼平犯科帳 (萬屋錦之介) 第3シリーズ 第23話「馴馬の三蔵」（1982年、テレビ朝日）第26話「春の淡雪」
- 大戦隊ゴーグルファイブ（1982年、テレビ朝日） - 第9話「地獄のキノコ村」 - マダラマン人間態
- 宇宙刑事シャリバン（1983年、テレビ朝日） - 第37話「不思議な毒花を熊狩りじいさんは見た」 - 魔怪獣クマビーストの人間態
- 10号誕生!仮面ライダー全員集合!!（1984年、毎日放送） - 三影英介 / タイガーロイドの声[7]
- 西部警察 PART-III 第38話「長さんと泥棒」（1984年、石原プロ / テレビ朝日） - 東洋政治経済研究所の男（茶色スーツ）
- 新大江戸捜査網 第13話「花と嵐と鉄拳一家」（1984年、テレビ東京） - 関本
- 流れ星佐吉 第6話「神になった大泥棒」（1984年、関西テレビ）
- 大河ドラマ「山河燃ゆ」（1984年、NHK） - 草野上等兵
- 星雲仮面マシンマン（1984年、日本テレビ）第3話「アイドルをつぶせ」 - ジャガーマスク
- 火曜サスペンス劇場（日本テレビ）
  - 「松本清張スペシャル・わるいやつら」（1985年、松竹）
  - 「松本清張スペシャル・夜光の階段」（1986年、松竹）
- おもいっきり探偵団 覇悪怒組（1987年、フジテレビ）第9話「宿敵！辛切警部現わる」
- 土曜ワイド劇場「尼さん探偵名推理3・湯けむりの向うに犯人が…!」（1991年、朝日放送）
- 竜馬におまかせ!（1996年、日本テレビ） - 浪人侍
- 仮面ライダーアギト（2001年、テレビ朝日） - バイク屋のおやっさん
- 山本周五郎人情時代劇 第3話「釣忍」（2015年、BSジャパン）

### 映画
- エスパイ（1974年、東宝） - ウルロフの部下
- 仮面ライダー対ショッカー（1972年、東映）- 仮面ライダー1号[注釈 2]
- 仮面ライダー対じごく大使（1972年、東映）
- 仮面ライダーV3対デストロン怪人（1973年、東映）- 仮面ライダーV3
- 五人ライダー対キングダーク（1974年、東映） - 仮面ライダーX
- 動乱（1980年、東映） - 海軍中尉
- 仮面ライダー 8人ライダーVS銀河王（1980年、東映） - スカイライダー[11]
- 仮面ライダースーパー1（1981年、東映）- 仮面ライダースーパー1[7]、大虎龍太郎 / クレイジータイガー[7]
- 愛・旅立ち（1985年、東宝） - ブルドーザー運転手

### スーツアクターとしての出演
- 仮面ライダー（1971年、毎日放送） - 仮面ライダー1号（桜島1号 / 40,41話[7]）、仮面ライダー新1号[7][注釈 4]、仮面ライダー2号（46話[3][7]）、ショッカー戦闘員[7]（第48話[3]）
- 超人バロム・1（1972年、よみうりテレビ） - バロム・1[7]（5話 - ）
- 変身忍者 嵐（1972年、毎日放送） - 嵐、化身忍者
- 仮面ライダーV3（1973年、毎日放送） - 仮面ライダーV3[7]、仮面ライダー1号（1話、2話のみ）
- 仮面ライダーX（1974年、毎日放送） - 仮面ライダーX[7]
- 仮面ライダーアマゾン（1974年、毎日放送） - 仮面ライダーアマゾン[7][注釈 5]
- 仮面ライダーストロンガー（1975年、毎日放送） - 仮面ライダーストロンガー[7][注釈 6]
- 歴代「仮面ライダーショー」（1972 - 1976年ごろ、後楽園ゆうえんちほか） - 歴代仮面ライダー役
- 全員集合!7人の仮面ライダー!!（1976年、毎日放送）
- 秘密戦隊ゴレンジャー（1975年、NET） - アオレンジャー[12]、鉄人仮面テムジン将軍[13]、機関車仮面[14] ほか
- 秘密戦隊ゴレンジャーショー（1975 - 1977年、後楽園ゆうえんち）
- 宇宙鉄人キョーダイン（1976年、毎日放送） - スカイゼル
- ジャッカー電撃隊ショー（1977年、後楽園ゆうえんち）
- 「レッドタイガーショー」（1977 - 1979年、後楽園ゆうえんち）  - レッドタイガー（赤） [注釈 7]
- UFO大戦争 戦え! レッドタイガー（1978年、東京12チャンネル） - 天野銀河 / レッドタイガー[注釈 8]
- 仮面ライダー (スカイライダー)（1979年、毎日放送） - スカイライダー[7]
- 仮面ライダースーパー1（1980年、毎日放送） - 仮面ライダースーパー1[7]
- 10号誕生!仮面ライダー全員集合!!（1984年、毎日放送） - 仮面ライダースーパー1[7]

### ラジオ
- 伊集院光とらじおと（2017年9月28日、TBSラジオ） - 「伊集院光とらじおとゲストと」コーナーにゲスト出演。

### テレビアニメ
- 怪人開発部の黒井津さん（2022年、朝日放送テレビ）- メタルボルト将軍

## その他
- 日光江戸村劇団公演